# Loma de Amapola
Loma de Amapola är en ort i Mexiko.   Den ligger i kommunen Lagos de Moreno och delstaten Jalisco, i den centrala delen av landet, 400 km nordväst om huvudstaden Mexico City. Loma de Amapola ligger 1 984 meter över havet och antalet invånare är 138.
Terrängen runt Loma de Amapola är en högslätt. Runt Loma de Amapola är det ganska tätbefolkat, med 56 invånare per kvadratkilometer. Närmaste större samhälle är Palo Alto, 14,8 km nordost om Loma de Amapola. Trakten runt Loma de Amapola består till största delen av jordbruksmark.